# Coenoryctoderus robustus
Coenoryctoderus robustus är en skalbaggsart som beskrevs av Heinrich Bernward Prell 1914. Coenoryctoderus robustus ingår i släktet Coenoryctoderus och familjen Dynastidae. Inga underarter finns listade i Catalogue of Life.